# Pablo Ramón Parra
Pablo Ramón Parra (nascut el 30 de juny de 2001) és un futbolista professional mallorquí que juga com a defensa al RCD Espanyol. Principalment de central, també pot jugar de lateral dret.

## Carrera de club

### Mallorca
Nascut a Calvià, Mallorca, Illes Balears, Ramón va representar el RCD Mallorca en la seva joventut. El 9 de setembre de 2018, amb 17 anys, va debutar amb el sènior amb el filial com a titular en una victòria per 7-0 a domicili contra el CD Murense.
Ramón va debutar amb el primer equip el 31 d'octubre de 2018, com a titular en un partit que va perdre per 1-2 a casa contra el Real Valladolid, a la Copa del Rei de la temporada; d'aquesta manera, va esdevenir el primer jugador del segle XXI a jugar amb el club.

### Reial Madrid
El 31 de gener de 2019, Ramón va signar un contracte amb el Reial Madrid, amb efecte a partir de l'1 de juliol. Va ser ascendit al Reial Madrid Castilla per a la temporada 2020-21 a la Segona Divisió B, i posteriorment va jugar amb el club a la Primera Federació.

#### Cessió al Mirandés
El 8 d'agost de 2023, Ramón va fitxar pel CD Mirandés de Segona Divisió amb un contracte de cessió d'un any. Va ser titular habitual durant la temporada, jugant un total de 36 partits amb els quals el club va evitar el descens, però va patir una lesió al genoll l'abril de 2024.

### Espanyol
El 3 de gener de 2025, després d'arribar a les etapes finals de la seva recuperació, Ramón va signar un contracte de tres anys i mig amb el RCD Espanyol de la màxima categoria; el Reial Madrid també va conservar el 50% dels seus drets econòmics.

## Palmarès
Reial Madrid Juvenil A
- Lliga Juvenil de la UEFA: 2019–20